# Baetis baroukianus
Baetis baroukianus is een haft uit de familie Baetidae. De wetenschappelijke naam van de soort is voor het eerst geldig gepubliceerd in 1984 door Thomas & Dia.
De soort komt voor in het Palearctisch gebied.